# بیژن قادری
بیژن قادری (زادهٔ ۲ تیر ۱۳۲۹) آهنگساز، رهبر ارکستر و نوازندهٔ هورن اهل ایران است. او نخستین رهبر ارکستر سمفونیک تهران پس از انقلاب اسلامی می‌باشد.

## زندگی هنری
بیژن قادری در ۲۹ تیر ۱۳۲۹ در تهران متولد شد. از ‍۱۱ سالگی به هنرستان عالی موسیقی رفت و به یادگیری ساز هورن زیر نظر مرتضی حنانه پرداخت. از شانزده سالگی در کلاس‌های هارمونی ثمین باغچه‌بان و هوشنگ استوار شرکت کرد و در ۱۸ سالگی پس از قبولی در آزمون نوازندگی، به استخدام ارکستر سمفونیک تهران به رهبری حشمت سنجری درآمد. او در کنار فعالیت حرفه‌ای به‌عنوان نوازندۀ ارکستر سمفونیک، از نوجوانی به آهنگسازی، نوازندگی پیانو و تنظیم در موسیقی پاپ نیز مشغول بوده است.
در دوران پس از انقلاب و با انحلال سازمان ارکستر و مهاجرت بسیاری از نوازندگان، در تابستان سال ۱۳۵۸ قادری به‌عنوان نخستین رهبر ارکستر سمفونیک تهران از سوی نوازندگان ارکستر برگزیده شد. وی در جایگاه رهبر ارکستر به مدت دو سال به اجرای موسیقی کلاسیک پرداخت و برخی از آثار مشهور رپرتوار موسیقی کلاسیک از جمله آداجیو سل مینور از آلبینونی، سمفونی شماره ۸ از دورژاک، گزیده‌ای از اپرای سلحشور روستایی از ماسکانی، کنسرتو کلارینت و کنسرتو فلوت از موتسارت را به روی صحنه برد. وی همچنین در طول دو سال فعالیت خود در ارکستر سمفونیک، آثار انقلابی آهنگسازان ایرانی از جمله همایون رحیمیان، مجید انتظامی، هوشنگ کامکار، نصیر حیدریان و سید محمد میرزمانی را اجرا کرد. قادری خود نیز به آهنگسازی، تنظیم و اجرای موسیقی مشغول بود و از جمله فعالیت‌های او می‌توان به تنظیم ارکسترال ترانهٔ «آرژانتین برای من گریه نکن» اثر اندرو لوید وبر با صدای فرهاد، سرود هنر (هر دو با اجرای ارکستر سمفونیک تهران) و سرود برپا خیز به آهنگسازی سرخیو اورتگا برای گروه کر چهارصدایی اشاره کرد.
از سال ۱۳۶۰ قادری در شهر لس آنجلس زندگی می‌کند. وی برادرزادۀ ایرج قادری، تهیه‌کننده و کارگردان ایرانی است.

## فعالیت‌ها

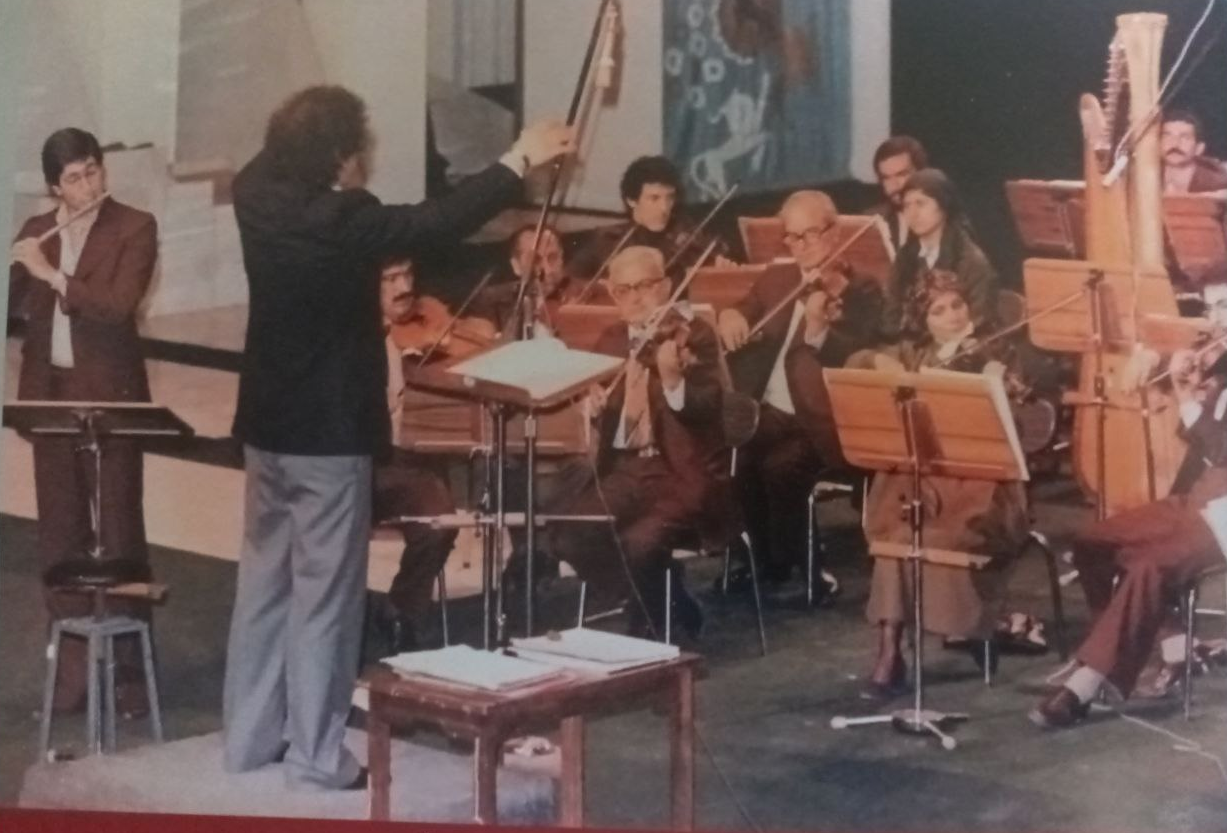
بیژن قادری در حال رهبری ارکستر سمفونیک تهران و اجرای کنسرتو فلوت موتسارت با تک‌نوازی فرهاد شمس.

- نوازندگی در ارکستر سمفونیک تهران از ۱۳۴۷ به رهبری حشمت سنجری و سپس فرهاد مشکات.
- همکاری با رادیو و تلویزیون ایران در دههٔ ۴۰ و ۵۰.
- نوازندگی در ارکستر فارابی به رهبری مرتضی حنانه.
- آهنگسازی و تنظیم موسیقی برای خوانندگانی چون داریوش، ابی، شهرام شب‌پره، شهره صولتی، فرهاد مهراد، سلی و ابی لیتلز.
- رهبری ارکستر سمفونیک تهران (۱۳۶۰-۱۳۵۸)

## ترانه‌ها
| خواننده                    | نام ترانه                 | شعر           | آهنگ           | تنظیم      |
| -------------------------- | ------------------------- | ------------- | -------------- | ---------- |
| داریوش                     | شهر مهربونی               | زویا زاکاریان | فرید زلاند     | بیژن قادری |
| داریوش                     | قبله من خاک ایران است     | منصور سپند    | بیژن قادری     | بیژن قادری |
| ابی با شهرام شب‌پره         | Papa                      | پولانکا       | پولانکا        | بیژن قادری |
| فرهاد مهراد                | آرژانتین برای من گریه نکن | تیم رایس      | اندرو لوید وبر | بیژن قادری |
| شهرام شب‌پره                | شب شد                     | شهرام شب‌پره   | شهرام شب‌پره    | بیژن قادری |
| شهرام شب‌پره                | دروغگو                    | شهرام شب‌پره   | شهرام شب‌پره    | بیژن قادری |
| سلی                        | در ستایش آمدن             | عباس صفاری    | پرویز اتابکی   | بیژن قادری |
| فرزین                      | همسایه                    | زویا زاکاریان | فرید زلاند     | بیژن قادری |
| مرتضی برجسته               | رهگذر                     | حسن فرازمند   | بیژن قادری     | بیژن قادری |
| مرتضی برجسته               | آسمون به این گپی          | محلی لری      | محلی لری       | بیژن قادری |
| مرتضی برجسته               | سرزنش                     | زیبا شیرازی   | بیژن قادری     | بیژن قادری |
| مرتضی برجسته               | ساحل                      | لیلا کسری     | بیژن قادری     | بیژن قادری |
| مرتضی برجسته               | نازنین                    | ژاکلین ویگن   | بیژن قادری     | بیژن قادری |
| ژاکلین ویگن با کاترین ویگن | شازده پسر                 | ژاکلین ویگن   | ژاکلین ویگن    | بیژن قادری |
| شهره                       | عشق شکسته                 | عسگر آهنین    | بیژن قادری     | بیژن قادری |
| ابی لیتلز                  | قایق کاغذی                | افشین عظیمی   | داوود افشاری   | بیژن قادری |
| سیاوش شمس                  | ناز نکن                   | هدیه          | فرخ آهی        | بیژن قادری |
| دلارام                     | غریبه                     | سیروس         | فرهاد بشارتی   | بیژن قادری |